# Гилберт, Нил
Нил Гилберт (англ. Neal W. (Ward) Gilbert; 15 октября 1924, Вашингтон — 8 апреля 2020) — американский историк, ренессансовед. Доктор философии, эмерит-профессор философии Калифорнийского университета в Дейвисе.
Был вторым сыном в семье; корнями из Вермонта. Учился в университете Северной Каролины в Чапел-Хилл. В годы войны призван в морскую пехоту, служил на Оаху и Гуаме, а в конце войны — в Японии. После увольнения из ВМФ учился в Дартмутском колледже, окончил его с отличием в 1948 году. Степень доктора философии по истории философии получил в Колумбийском университете, занимался у известного ренессансоведа Пауля Оскара Кристеллера. Преподавал сперва в университете штата Северная Каролина, затем в Корнелле, Колумбийском университете и Университете Буффало. С 1962 года на кафедре философии UCD как ассоциированный профессор, заведовал кафедрой. Публиковался в Journal of the History of Philosophy, Renaissance Studies in Honor of Hans Baron.
Его докторская Renaissance Concepts of Method вышла в 1960 в Columbia University Press {Рец.: , , }. Новаторской ее называла Lisa Sarasohn.
Двое детей от первой супруги. Вторая супруга (поженились в 1987) умерла в 2020 году. Также остались две внучки.